# Isla Kalau
Isla Kalau är en ö i Chile.   Den ligger i regionen Región de Magallanes y de la Antártica Chilena, i den södra delen av landet, 1 800 km söder om huvudstaden Santiago de Chile. Arean är 19,6 kvadratkilometer.
Terrängen på Isla Kalau är mycket platt. Öns högsta punkt är 48 meter över havet. Den sträcker sig 6,5 kilometer i nord-sydlig riktning, och 6,5 kilometer i öst-västlig riktning.
Trakten runt Isla Kalau är nära nog obefolkad, med mindre än två invånare per kvadratkilometer.